# 全国身体障害者スキー大会
全国身体障害者スキー大会（ぜんこくしんたいしょうがいしゃスキーたいかい）は日本国内で開催されている障害者が参加挑戦するスキー競技の全国大会のひとつである。
日本パラスポーツ協会・日本身体障害者スキー協会・日本障害者スキー連盟が主催し、大会実行委員会が主管する。
参加資格は16才以上でスポーツ障害保険に加入し、日本身体障害者スキー協会・日本障害者スキー連盟に所属する者。本大会に賛同する者であれば障害者でなくても参加は可。
「厚生労働大臣杯争奪全国身体障害者スキー大会」が正式名称だが現在は身体障害者だけでなく知的障害者の選手も多数参加している。

## 歴史
- 1972年2月10日～14日の日程で長野県竜王スキー場において参加選手8名で初回開催された。

- 1984年に飯綱高原スキー場で開催されるまでは竜王スキー場で連続開催されていたが、この年以後はおおむね冬季国体開催の道県各地のスキー場で順転開催されて来ている。

- 1991年の20回記念大会（秋田県田沢湖町）は田沢湖スキー場においてアメリカやカナダからも選手を招待し、選手256名の最大参加者数となった。